# Rosendal, Uppsala
För andra betydelser, se Rosendal.
Rosendal är en stadsdel i Uppsala kommun, belägen två kilometer sydväst om stadskärnan. Stadsdelen gränsar till Kåbo i norr, Stadsskogen i väster, Polacksbacken i öster och Valsätra i söder. 
Detaljplanen för bebyggelse av Rosendalsfältet beslutades 2010 och den första av fem byggnadsetapper stod färdig under 2018. Etapp två inleddes 2018, och etapp tre inleddes 2019.
Arkitekturen i Rosendal utmärker sig bland annat genom den höga och täta bebyggelsen samt den mångfald av arkitektoniska stilar och byggmaterial som använts.

## Historia
Stadsdelen är belägen på Rosendalsfältet mellan Stadsskogens naturreservat och Kronparkens naturreservat, och är en av få platser i Uppsala där man påträffat stenålderslämningar. I områdets södra del hittades under utgrävningar på 1950-talet bränd lera och brända ben invid en stensättning som tros vara förhistorisk. I norra delen, invid Grindstugan, gjordes bland annat fynd av en båtyxa från samma tidsperiod.
Stadsdelens södra del tillhörde tidigare Malma by i Bondkyrko socken. Under medeltiden var området obebyggt och 1835 fanns där endast tre torp. I samband med laga skifte på 1850-talet, flyttades en av gårdarna i Malma ut till Rosendal och fick sin gårdstomt här.
Norra delen upptas av vad som tidigare var ägorna Carlshage med omgivande skogsområden. Här låg tidigare flera torp, bland annat Karlsberg och Marieberg. 1570 donerades området till staden och användes under en längre tid som mötesplats för det beridna Livregementet och senare som övningsplats åt Livregementets dragoner.  Under senare delen av 1800-talet började militären expropriera och köpa upp mark i området för att använda som skjutbana och sedermera övningsplats åt Upplands regemente.
1983 avvecklade försvarsmakten sin verksamhet i området och kommunen planerade vid sitt uppköp av marken 1992 att bygga bostäder. Dessa planer kom dock att dra ut på tiden och mellan 1986 och 2014 befolkade istället Kåbo golfklubb den norra delen av fältet.